# 彭杨军事政治学校
彭杨军事政治学校，是第二次国内革命战争时期各根据地开设的军事政治干校，共有七所。为纪念彭湃、杨殷而命名。

## 历史

### 东江地区的彭杨军政学校第四分校
1929年底，中共东江特委把设在丰顺县八乡山的军事政治学校命名为彭杨军政学校第四分校（彭杨军政纪念学校），共青团东江特委书记王涛任教务长、代理校长。两期学员140多人。1932年春改为东江特委随营学校。

### 湘鄂赣彭杨红军学校
1930年冬，中共鄂东南特委创建彭杨红军学校，隶属于红三师。1932年3月改为中国工农红军学校第五分校。

### 闽粤赣彭杨军政学校第三分校
1931年5月，闽粤赣军区把闽西红军学校第一分校改称彭杨军政学校第三分校。闽粤赣军区参谋长肖劲光兼任校长，张鼎臣兼任政委。学制5个月。培养了两期1000余名学员。1931年11月25日合并组建中央军事政治学校（中国工农红军学校）。

### 鄂豫皖彭杨军政学校
1931年5月中共鄂豫皖中央分局把设在七里坪的红军军事政治学校第四分校改名为鄂豫皖彭杨军政学校。学制4个月。办了4期。随红四方面军转移到陕南后停办。

### 赣东北彭杨军事政治学校
1931年秋，中共信江特委把信江红军军事政治学校改名为彭杨军事政治学校。学制6个月。办了3期。1933年初，改称中国工农红军学校第五分校。

### 川陕彭杨军事政治学校
1933年7月1日红四方面军随营学校恢复为彭杨军事政治学校。学制6个月，办了3期。1934年12月改编为红四方面军红军大学。

### 中央苏区彭杨步兵学校
1933年10月，中国工农红军学校一分为五，以第六期学员为主组建了第一彭杨步兵学校。设两个军事营、一个政治营、一个参谋营、机枪连、测绘队、青年队。办了三期，每期4个月。1934年10月长征前合并入干部团。